# Campeonato Mundial de Atletismo de 2017 - 800 m masculino
A competição dos 800 metros masculino no Campeonato Mundial de Atletismo de 2017 foi realizada no Estádio Olímpico de Londres nos dias 5, 6 e 8 de agosto. Pierre-Ambroise Bosse da França levou a medalha de ouro.

## Recordes
Antes da competição, os recordes eram os seguintes:
| Recorde mundial                               | David Lekuta Rudisha (KEN)    | 1:40.91 | Londres, Grã Bretanha        | 9 de agosto de 2012    |
| Recorde do campeonato                         | Billy Konchellah (KEN)        | 1:43.06 | Roma, Itália                 | 1 de setembro de 1987  |
| Melhor marca do ano                           | Emmanuel Kipkurui Korir (KEN) | 1:43.10 | Mônaco                       | 21 de julho de 2017    |
| Recorde africano                              | David Lekuta Rudisha (KEN)    | 1:40.91 | Londres, Grã Bretanha        | 9 de agosto de 2012    |
| Recorde asiático                              | Yusuf Saad Kamel (BHR)        | 1:42.79 | Mônaco                       | 29 de julho de 2008    |
| Recorde da América do Norte, Central e Caribe | Johnny Gray (USA)             | 1:42.60 | Coblença, Alemanha Ocidental | 28 de agosto de 1985   |
| Recorde sul-americano                         | Joaquim Cruz (BRA)            | 1:41.77 | Colônia, Alemanha Ocidental  | 26 de agosto de 1984   |
| Recorde europeu                               | Wilson Kipketer (DEN)         | 1:41.11 | Colônia, Alemanha            | 24 de agosto de 1997   |
| Recorde da Oceania                            | Peter Snell (NZL)             | 1:44.30 | Christchurch, Nova Zelândia  | 3 de fevereiro de 1962 |

## Medalhistas
| Ouro                        | Prata              | Bronze              |
| Pierre-Ambroise Bosse (FRA) | Adam Kszczot (POL) | Kipyegon Bett (KEN) |

## Tempo de qualificação
| Tempo de qualificação |
| --------------------- |
| 1:45.90               |

## Calendário
| Data                | Horário | Fase          |
| ------------------- | ------- | ------------- |
| 5 de agosto de 2017 | 12:45   | Eliminatórias |
| 6 de agosto de 2017 | 21:15   | Semifinais    |
| 8 de agosto de 2017 | 21:35   | Final         |

Todos os horários estão no horário local (UTC+1)

## Resultados

### Eliminatórias
Qualificação: Três primeiros de cada bateria (Q) e os seis melhores tempos (q) 
| Pos. | Série | Raia | Atleta                    | Nacionalidade             | Tempo   | Notas           |
| ---- | ----- | ---- | ------------------------- | ------------------------- | ------- | --------------- |
| 1    | 2     | 4    | Thijmen Kupers            | Países Baixos             | 1:45.53 | Q               |
| 2    | 6     | 6    | Donavan Brazier           | Estados Unidos            | 1:45.65 | Q               |
| 3    | 2     | 6    | Brandon McBride           | Canadá                    | 1:45.69 | Q               |
| 4    | 1     | 2    | Kipyegon Bett             | Quênia                    | 1:45.76 | Q               |
| 5    | 2     | 3    | Kevin López               | Espanha                   | 1:45.77 | Q               |
| 6    | 3     | 9    | Ferguson Cheruiyot Rotich | Quênia                    | 1:45.77 | Q               |
| 7    | 6     | 2    | Mohammed Aman             | Etiópia                   | 1:45.81 | Q               |
| 8    | 3     | 7    | Isaiah Harris             | Estados Unidos            | 1:45.82 | Q               |
| 9    | 3     | 5    | Elliot Giles              | Grã-Bretanha              | 1:45.86 | Q               |
| 10   | 6     | 8    | Guy Learmonth             | Grã-Bretanha              | 1:45.90 | Q               |
| 11   | 2     | 7    | Antoine Gakeme            | Burundi                   | 1:45.97 | q               |
| 12   | 1     | 9    | Andreas Kramer            | Suécia                    | 1:45.98 | Q               |
| 13   | 1     | 6    | Drew Windle               | Estados Unidos            | 1:46.08 | Q               |
| 14   | 6     | 5    | Marcin Lewandowski        | Polónia                   | 1:46.17 | q               |
| 15   | 1     | 3    | Abdessalem Ayouni         | Tunísia                   | 1:46.19 | q               |
| 16   | 3     | 8    | Ebrahim Al-Zofairi        | Kuwait                    | 1:46.29 | q,              |
| 17   | 2     | 2    | Kyle Langford             | Grã-Bretanha              | 1:46.38 | q               |
| 18   | 3     | 2    | Álvaro de Arriba          | Espanha                   | 1:46.42 | q               |
| 19   | 1     | 7    | Andrés Arroyo             | Porto Rico                | 1:46.46 |                 |
| 20   | 1     | 5    | Edose Ibadin              | Nigéria                   | 1:46.51 |                 |
| 21   | 6     | 4    | Amel Tuka                 | Bósnia e Herzegovina      | 1:46.54 |                 |
| 22   | 2     | 8    | Jesús Tonatiu López       | México                    | 1:46.71 |                 |
| 23   | 3     | 4    | Abdelati El Guesse        | Marrocos                  | 1:46.74 |                 |
| 24   | 4     | 9    | Emmanuel Kipkurui Korir   | Quênia                    | 1:47.08 | Q               |
| 25   | 2     | 5    | Leandro Paris             | Argentina                 | 1:47.09 | Recorde pessoal |
| 26   | 4     | 4    | Michał Rozmys             | Polónia                   | 1:47.09 | Q               |
| 27   | 5     | 7    | Nijel Amos                | Botswana                  | 1:47.10 | Q               |
| 28   | 4     | 8    | Thiago André              | Brasil                    | 1:47.22 | Q               |
| 29   | 5     | 9    | Pierre-Ambroise Bosse     | França                    | 1:47.25 | Q               |
| 30   | 5     | 2    | Adam Kszczot              | Polónia                   | 1:47.36 | Q               |
| 31   | 5     | 6    | Mostafa Smaili            | Marrocos                  | 1:47.50 |                 |
| 32   | 4     | 3    | Alex Amankwah             | Gana                      | 1:47.56 |                 |
| 33   | 4     | 2    | Marc Reuther              | Alemanha                  | 1:47.78 |                 |
| 34   | 5     | 8    | Mark English              | Irlanda                   | 1:48.01 |                 |
| 35   | 5     | 3    | Abu Salim Mayanja         | Uganda                    | 1:48.11 |                 |
| 36   | 4     | 6    | Samir Dahmani             | França                    | 1:48.62 |                 |
| 37   | 2     | 9    | Pol Moya                  | Andorra                   | 1:49.06 |                 |
| 38   | 4     | 7    | Peter Bol                 | Austrália                 | 1:49.65 |                 |
| 39   | 6     | 9    | Astrit Kryeziu            | Kosovo                    | 1:49.94 |                 |
| 40   | 4     | 5    | Ahmed Bashir Farah        | Equipe refugiada          | 1:50.04 | Recorde pessoal |
| 41   | 3     | 3    | Ryan Sánchez              | Porto Rico                | 1:50.74 |                 |
| 42   | 5     | 4    | Francky-Edgard Mbotto     | República Centro-Africana | 1:51.76 |                 |
| 43   | 1     | 8    | Saud Al-Zaabi             | Emirados Árabes Unidos    | 1:53.34 |                 |
| 44   | 1     | 1    | Pyae Sone Maung           | Myanmar                   | 2:13.38 |                 |
| 45   | 1     | 4    | Amine Belferar            | Argélia                   | DNF     |                 |
| 45   | 5     | 5    | Hamada Mohamed            | Egito                     | DNF     |                 |
| 47   | 6     | 3    | Daniel Andújar            | Espanha                   | DSQ     | R 163.2         |
| 48   | 3     | 6    | Wesam Al-Massri           | Palestina                 | DNS     |                 |
| 48   | 6     | 7    | Michael Loturomom Saruni  | Quênia                    | DNS     |                 |

### Semifinais
Qualificação: Dois primeiros de cada bateria (Q) e os dois melhores tempos (q).
| Pos. | Série | Raia | Atleta                    | Nacionalidade  | Tempo   | Notas |
| ---- | ----- | ---- | ------------------------- | -------------- | ------- | ----- |
| 1    | 3     | 6    | Kipyegon Bett             | Quênia         | 1:45.02 | Q     |
| 2    | 3     | 3    | Mohammed Aman             | Etiópia        | 1:45.40 | Q,    |
| 3    | 2     | 6    | Brandon McBride           | Canadá         | 1:45.53 | Q     |
| 4    | 3     | 7    | Pierre-Ambroise Bosse     | França         | 1:45.63 | q     |
| 5    | 2     | 2    | Kyle Langford             | Grã-Bretanha   | 1:45.81 | Q     |
| 6    | 3     | 5    | Thiago André              | Brasil         | 1:45.83 | q     |
| 7    | 2     | 9    | Marcin Lewandowski        | Polónia        | 1:45.93 |       |
| 8    | 2     | 5    | Emmanuel Kipkurui Korir   | Quênia         | 1:46.08 |       |
| 9    | 3     | 2    | Michał Rozmys             | Polónia        | 1:46.10 |       |
| 10   | 1     | 8    | Adam Kszczot              | Polónia        | 1:46.24 | Q     |
| 11   | 3     | 8    | Andreas Kramer            | Suécia         | 1:46.25 |       |
| 12   | 3     | 4    | Donavan Brazier           | Estados Unidos | 1:46.27 |       |
| 13   | 1     | 6    | Nijel Amos                | Botswana       | 1:46.29 | Q     |
| 14   | 2     | 7    | Drew Windle               | Estados Unidos | 1:46.33 |       |
| 15   | 1     | 4    | Ferguson Cheruiyot Rotich | Quênia         | 1:46.49 |       |
| 16   | 3     | 9    | Álvaro de Arriba          | Espanha        | 1:46.64 |       |
| 17   | 1     | 5    | Isaiah Harris             | Estados Unidos | 1:46.66 |       |
| 18   | 2     | 3    | Ebrahim Al-Zofairi        | Kuwait         | 1:46.68 |       |
| 19   | 1     | 2    | Guy Learmonth             | Grã-Bretanha   | 1:46.75 |       |
| 20   | 1     | 7    | Elliot Giles              | Grã-Bretanha   | 1:46.95 |       |
| 21   | 2     | 4    | Antoine Gakeme            | Burundi        | 1:47.08 |       |
| 22   | 1     | 3    | Abdessalem Ayouni         | Tunísia        | 1:47.39 |       |
| 23   | 1     | 9    | Kevin López               | Espanha        | 1:47.62 |       |
| 24   | 2     | 8    | Thijmen Kupers            | Países Baixos  | DNS     |       |

### Final
A final da prova ocorreu dia 8 de agosto às 21:35.
| Pos.              | Raia | Atleta                | Nacionalidade | Tempo   | Notas                |
| ----------------- | ---- | --------------------- | ------------- | ------- | -------------------- |
| Medalha de ouro   | 4    | Pierre-Ambroise Bosse | França        | 1:44.67 | Recorde da temporada |
| Medalha de prata  | 8    | Adam Kszczot          | Polónia       | 1:44.95 | Recorde da temporada |
| Medalha de bronze | 6    | Kipyegon Bett         | Quênia        | 1:45.21 |                      |
| 4                 | 3    | Kyle Langford         | Grã-Bretanha  | 1:45.25 | Recorde pessoal      |
| 5                 | 5    | Nijel Amos            | Botswana      | 1:45.83 |                      |
| 6                 | 2    | Mohammed Aman         | Etiópia       | 1:46.06 |                      |
| 7                 | 9    | Thiago André          | Brasil        | 1:46.30 |                      |
| 8                 | 7    | Brandon McBride       | Canadá        | 1:47.09 |                      |

Legenda
| Recorde mundial       | Recorde mundial (World record)               |                       | Recorde africano                      | Recorde africano (African) |                                           | Q | Classificado por posição (Qualified) |
| Recorde do campeonato | Recorde do campeonato (Championship record)  | Recorde da América    | Recorde da América (Americas)         | q                          | Classificado por melhor tempo (Qualified) |   |                                      |
| Melhor marca do ano   | Melhor marca do ano (World leading)          | Recorde asiático      | Recorde asiático (Asian)              | DNS                        | Não largou (Did not start)                |   |                                      |
| Recorde nacional      | Recorde nacional (National record)           | Recorde europeu       | Recorde europeu (European)            | DNF                        | Não terminou (Did not finish)             |   |                                      |
| Recorde pessoal       | Recorde pessoal do atleta (Personal best)    | Recorde da Oceania    | Recorde da Oceania (Oceania)          | DSQ / DQ                   | Desclassificado (Disqualified)            |   |                                      |
| Recorde da temporada  | Recorde da temporada do atleta (Season best) | Recorde sul-americano | Recorde sul-americano (South America) | NM                         | Sem marca (No mark)                       |   |                                      |